# Krigsobligation

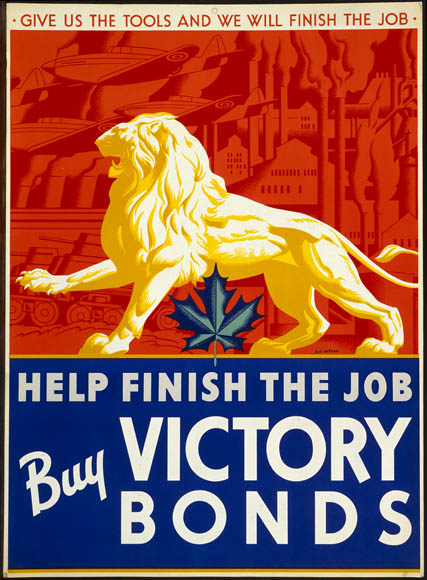
En kanadensisk reklamaffisch för krigsobligationer från andra världskriget.

En krigsobligation är en obligation som en stat ger ut för att finansiera krig eller krigsberedskap.
Försvarsobligationer kallades de statliga obligationer, som såldes under andra världskriget. Inkomna medel var avsedda att användas för tillverkning av försvarsmateriel. 
1940 års obligationslån blev framgångsrikt, inte minst genom den populära Obligationsmarschen, ett beställningsarbete utfört av Lars-Erik Larsson och Alf Henrikson. Marschvisans text angav utan omsvep, att pengarna skulle användas till att gjuta kanoner och ladda patroner.